# Верхній Нерген
Верхній Нерге́н (рос. Верхний Нерген) — село у складі Нанайського району Хабаровського краю, Росія. Адміністративний центр Верхньонергенського сільського поселення.

## Населення
Населення — 508 осіб (2010; 480 у 2002).
Національний склад (станом на 2002 рік):
- нанайці — 82 %